# Jeremiah Owusu-Koramoah
(en) Statistiques sur pro-football-reference
Jeremiah Owusu-Koramoah (né le 4 novembre 1999 à Hampton en Virginie) est un sportif professionnel américain de football américain jouant au poste de linebacker latéral depuis 2021 dans la National Football League (NFL) pour la franchise des Browns de Cleveland.
Au niveau universitaire, il a joué pour les Fighting Irish de Notre Dame dans la NCAA Division I FBS pendant quatre saisons (2017-2020) avant d'être sélectionné lors du deuxième tour de la draft 2021 par les Browns.

## Biographie

### Jeunesse
Owusu-Koramoah naît et grandit à Hampton en Virginie. Enfant, il joue au football américain et au basket-ball. Cependant, à l'âge de huit ans, l'ancien linebacker des Gamecocks de la Caroline du Sud, Edward Price le repère et le prend sous son aile. Il va lui inculquer un style de jeu versatile qui le suivra tout au long de sa carrière.

### Carrière universitaire
En sortant de l'école secondaire, Owusu-Koramoah est peu connu des recruteurs. Il est cependant la cible du nouveau coordinateur défensif et du nouvel entraîneur des linebackers des Fighting Irish de Notre Dame. Il s'engage à Notre Dame après avoir reçu d'autres offres dont les universités de Virginie et du Michigan.
Il ne joue pas lors de ses deux premières saisons. Sa première saison comme titulaire en 2019 se révèle assez bonne. Il est très performant en 2020 puisqu'au terme de a saison, il remporte le Dick Butkus Award décerné au meilleur linebacker universitaire en plus d'avoir été finaliste dans plusieurs autres prix, est désigné à l'unanimité joueur All-American et meilleur joueur défensif de la saison dans l'Atlantic Coast Conference (ACC),.
Ces performances lui permettent d'être considéré comme une bonne recrue en vue de la draft 2021 de la NFL, certains observateurs le classant comme un choix possible de milieu de premier tour.

### Carrière professionnelle
Owusu-Koramoah n'est cependant plus considéré comme un choix potentiel de premier tour, un potentiel problème cardiaque ayant été détecté durant les tests précédents la draft. Il est finalement sélectionné en 52e choix lors du deuxième tour de la draft 2020 de la NFL par les Browns de Cleveland.
Le 4 juin 2021, Owusu-Koramoah y signe un contrat de quatre ans pour un montant de 8,5 millions de dollars. Il est placé sur la liste des réservistes touchés par la Covid-19 au début du camp d'entraînement mais est réactivé le 3 août 2020. Koramoah réussit son premier sack en compétition sur le quarterback Justin Fields des Bears de Chicago au cours de la 3e semaine de la saison 2021. Le 19 octobre 2021, il se blesse à la cheville et est placé sur la liste des réservistes avant d'être réactivé le 13 novembre. Il se reblesse à nouveau au pied lors de la 14e semaine et est placé lme 13 décembre sur la liste des réservistes.

## Statistiques
| Année       | Équipe                       | Statut      | MJ |       | Plaquages | Plaquages | Plaquages | Plaquages |       | Interceptions | Interceptions | Interceptions | Interceptions |  | Fumbles | Fumbles |
| Année       | Équipe                       | Statut      | MJ | Total | Seul      | Ast.      | Sacks     | Nb.       | Yards | Déf.          | TD            | Nb.           | Rec.          |  |         |         |
| 2019        | Fighting Irish de Notre Dame | Jr.         | 13 | 80    | 54        | 26        | 5,5       | 0         | 0     | 4             | 0             | 2             | 2             |  |         |         |
| 2020        | Fighting Irish de Notre Dame | Sr.         | 12 | 62    | 42        | 20        | 1,5       | 1         | 0     | 3             | 0             | 3             | 2             |  |         |         |
| Totaux NCAA | Totaux NCAA                  | Totaux NCAA | 25 | 142   | 96        | 46        | 7,0       | 1         | 0     | 7             | 0             | 5             | 4             |  |         |         |

| Taille              | Poids           | Bras          | Main          | Sprint   | Sprint   | Sprint   | Shuttle 20 yards | 3 cones drill | Détente        | Détente              | Développé couché | Test Wonderlic |
| Taille              | Poids           | Bras          | Main          | 40 yards | 10 yards | 20 yards | Shuttle 20 yards | 3 cones drill | verticale      | horizontale          | Développé couché | Test Wonderlic |
| 1,87 m (6 ft 1½ in) | 100 kg (221 lb) | 84 cm (33 in) | 23 cm (8⅞ in) | -        | Inconnu  | -        | 4,15 s           | -             | 93 cm (36½ in) | 3,15 cm (10 ft 4 in) | -                | -              |

| Année      | Équipe              | MJ |                 | Plaquages       | Plaquages       | Plaquages       | Plaquages       |                 | Interceptions   | Interceptions   | Interceptions | Interceptions |  | Fumbles | Fumbles |
| Année      | Équipe              | MJ | Total           | Seul            | Ast.            | Sacks           | Nb.             | Yards           | Déf.            | TD              | Nb.           | Rec.          |  |         |         |
| 2021       | Browns de Cleveland | 14 | 076             | 49              | 27              | 1,5             | 0               | 0               | 4               | 0               | 2             | 0             |  |         |         |
| 2022       | Browns de Cleveland | 11 | 070             | 45              | 25              | 0,0             | 0               | 0               | 4               | 0               | 2             | 0             |  |         |         |
| 2022       | Browns de Cleveland | 16 | 101             | 72              | 29              | 3,5             | 2               | 8               | 6               | 0               | 1             | 0             |  |         |         |
| 2024       | Browns de Cleveland | ?  | Saison en cours | Saison en cours | Saison en cours | Saison en cours | Saison en cours | Saison en cours | Saison en cours | Saison en cours | ?             | ?             |  |         |         |
| Totaux NFL | Totaux NFL          | 41 | 247             | 166             | 81              | 5,0             | 2               | 8               | 14              | 0               | 5             | 0             |  |         |         |

| Année | Équipe              | MJ |       | Plaquages | Plaquages | Plaquages | Plaquages |       | Interceptions | Interceptions | Interceptions | Interceptions |  | Fumbles | Fumbles |
| Année | Équipe              | MJ | Total | Seul      | Ast.      | Sacks     | Nb.       | Yards | Déf.          | TD            | Nb.           | Rec.          |  |         |         |
| 2022  | Browns de Cleveland | 1  | 9     | 8         | 1         | 0,0       | 0         | 0     | 0             | 0             | 0             | 0             |  |         |         |

## Vie privée
Owusu-Koramoah est végane, alcalin et utilise les médecines alternatives en supplément à la médecine conventionnelle. Il est d'origine ghanéenne, où il aide à l'organisation de camps d'entrainement pour le football américain. Son frère, Joshua Emmanuel, a joué comme linebacker pour la Tribe de William & Mary entre 2016 et 2018. Ce dernier meurt le 5 avril 2022 à Hampton dans ce que la police considère comme un possible homicide. Le 8 avril 2022, un individu est accusé du meurtre de Joshua Owusu-Koramoah ainsi que d'incendie criminel sur la maison où son corps avait été retrouvé. Owusu-Koramoah a un autre frère, Nathaniel Owusu-Boateng, qui est considéré comme l'un des meilleurs linebackers de la cuvée de 2025.